# Station des garde-côtes de Chatham
Pour les articles homonymes, voir Chatham.

La station des garde-côtes de Chatham est une station du Corps des garde-côtes des États-Unis située à Chatham de la Massachusetts.

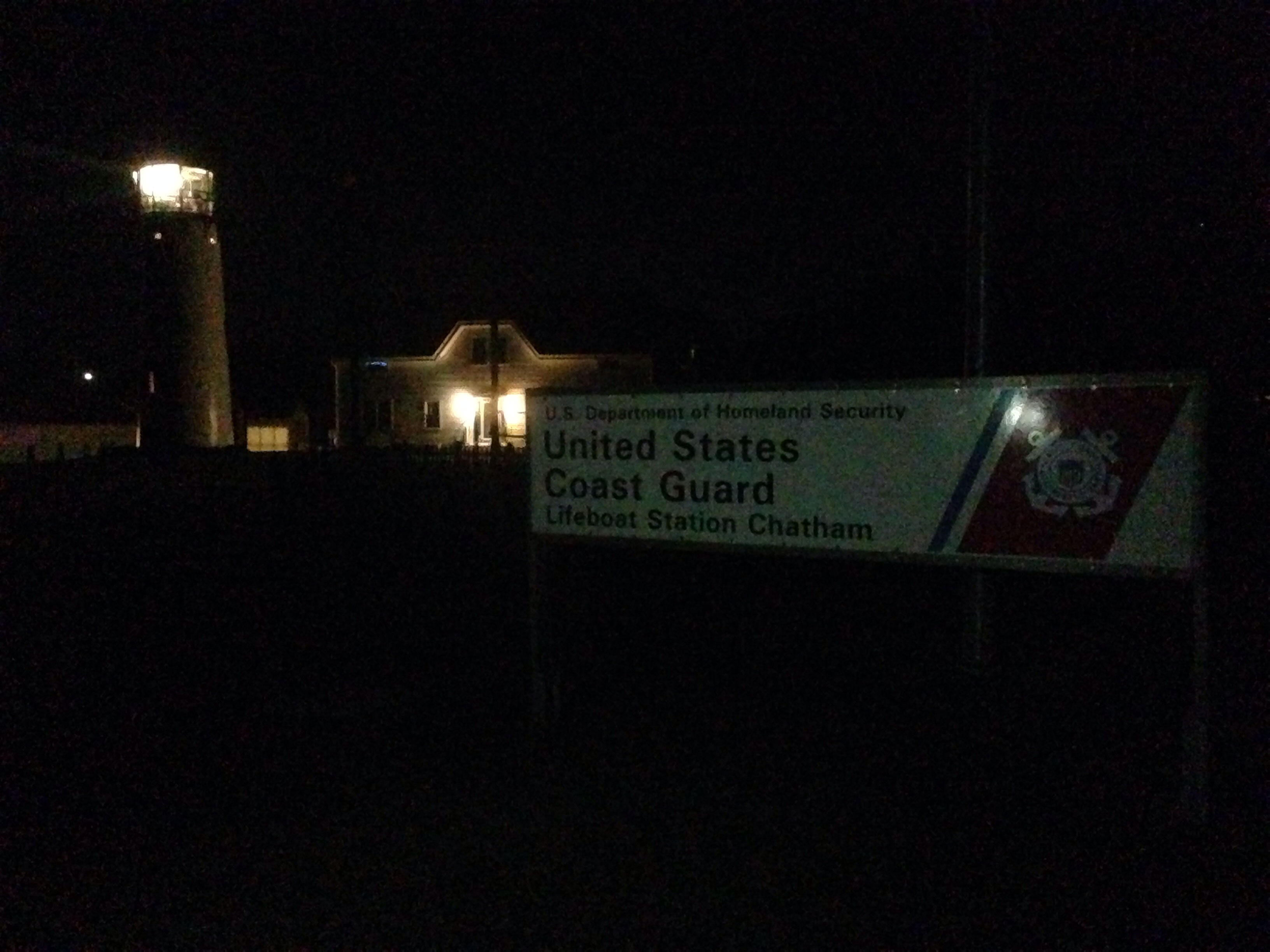
L'entrée de la station.

Elle joue un rôle important dans le sauvetage du SS Pendleton en 1952.